# Isla Sin Cowe
La Isla Sin Cowe (en chino: 景宏岛; en tagalo: Rurok; en vietnamita:  Đảo Sinh Tồn) es una isla en las Islas Spratly en el Mar de China Meridional. Con una superficie de 8 hectáreas ( 20 acres) , es la séptima isla más grande de las Spratly y la tercera más grande de los ocupadas por Vietnam. Tiene un arrecife que está por encima del agua durante la marea baja.
Esta isla ha sido controlado por Vietnam desde 1974, primero por la Armada de Vietnam del Sur, que fue sustituida por la Armada de la República Socialista de Vietnam después de 1975. La isla también es reclamado por la República Popular de China, la República de China (Taiwán) y por Filipinas.
La isla está habitada solo por los soldados vietnamitas. Las estructuras incluyen un edificio de dos pisos, armas antiaéreas, artillería y una estructura que marca la "soberanía vietnamita".